# Eugen Systems
Eugen Systems es una compañía desarrolladora de videojuegos francesa con base en Paris, Francia. Fue fundada en enero del 2000 por los hermanos Alexis Le Dressay, arquitecto, y Cedric Le Dressay, ingeniero informático. La compañía se basa en el desarrollo de videojuegos de estrategia en tiempo real para PC y plataformas Macintosh, y recientemente para consolas como PlayStation 3 y Xbox 360.

## Lista de videojuegos
| Año  | Título                                | Plataforma(s) | Plataforma(s) | Plataforma(s) | Plataforma(s) | Plataforma(s) |
| Año  | Título                                | Mac           | PS3           | Win           | X360          | Linux         |
| ---- | ------------------------------------- | ------------- | ------------- | ------------- | ------------- | ------------- |
| 2000 | Times of Conflict                     | No            | No            | Sí            | No            | No            |
| 2002 | The Gladiators: Galactic Circus Games | No            | No            | Sí            | No            | No            |
| 2005 | Act of War: Direct Action             | No            | No            | Sí            | No            | No            |
| 2006 | Act of War: High Treason              | No            | No            | Sí            | No            | No            |
| 2010 | R.U.S.E.                              | Sí            | Sí            | Sí            | Sí            | No            |
| 2012 | Wargame: European Escalation          | Sí            | No            | Sí            | No            | Sí            |
| 2013 | Wargame: AirLand Battle               | Sí            | No            | Sí            | No            | Sí            |
| 2014 | Wargame: Red Dragon                   | Sí            | No            | Sí            | No            | Sí            |
| 2015 | Act of Aggression                     | No            | No            | Sí            | No            | No            |
| 2017 | Steel Division: Normandy 44           | No            | No            | Sí            | No            | No            |